# Burned (Buffalo Springfield)
Burned is een lied van Buffalo Springfield. Het kwam in 1966 uit op een single met Everybody's wrong op de B-kant. Een jaar later verscheen het ook op hun album Buffalo Springfield. Het werd geschreven door Neil Young.

## Tekst en muziek
Aanvankelijk was het de bedoeling dat Richie Furay het nummer zou zingen, maar tijdens de opnames namen hij en Stephen Stills de achtergrondzang voor hun rekening en nam Young zelf de leadzang op zich. Daarnaast begeleidde Young op de piano. De band speelde het nummer vaak in zijn begintijd.
Volgens een recensie in AllMusic moet dit een van de nummers zijn geweest die producer Lenny Waronker zal hebben gehoord toen hij Buffalo Springfield kenmerkte als de elektronische Everly Brothers. Volgens het magazine zit er vaart in het rock-'n-rollnummer, is het aanstekelijk en wordt er gebruik gemaakt van akkoorden uit de countrymuziek.

## Uitvoeringen en covers
Na de ontbinding van de band verscheen het lied nog enkele malen op verzamelalbums, zoals op Buffalo Springfield (1973) en op de Box set (2001). Ook bracht Young het nummer zelf nog een paar keer uit, zoals op Decade (1977) en The archives vol. 1 1963-1972 (2009).
Er verschenen verschillende covers, waaronder op de B-kant van de single Sparky's dream (1995) van de Teenage Fanclub. Op muziekalbums verschenen versies van Chocolatey (Borrowed tunes, 1994), Wilco (I shot Andy Warhol, 1996), Ron & The Splinters (This note's for you too, 1999) en Veruca Salt (Cinnamon girl, 2008).